# Саборна црква Светог Ђорђа у Бејруту
Саборна црква Светог Ђорђа јесте православни катедрални храм у Бејруту (Либан).